# 宇宙黒騎士
『宇宙黒騎士』（うちゅうくろきし、ko:우주흑기사、英：space black knight）は、1979年後半から1990年代にかけて韓国で流通した海賊版『機動戦士ガンダム』の呼称。宇宙黒騎士と、この作品の主人公である。なお、この時代の韓国は日本の大衆文化の流入が禁止されていた。
また、今作はその後「ブラックトリオ」と言う題名で再公開されている。
北米では「Johnny Destiny Space Ninja」というタイトルで発売され、South California Motion Picture CouncilのGolden Halo賞を獲得した。

## 概要
この作品の大きな特色は『機動戦士ガンダム』からの無断剽窃である。キャラクターはもちろんのこと、構図や背景すらも多くの点で酷似している。また、主題歌のメロディーは韓国版『海のトリトン』のそれとまったく同じであった。劇場版は日本で『機動戦士ガンダム』の劇場版が公開される（1981年）以前、まだテレビ放映しか行われていなかった時代に公開された。これは下請けでガンダムを描いていた韓国の会社が設定を盗用したためにおこったことであり、当時はそのようなことが多く行われていたとされる。
なお、公開当時は韓国国内でも知名度は低く、広く知られるようになったのは『機動戦士ガンダム』が正式に韓国に入ってきた90年代以降からである。

## 登場人物
日本語版が存在しないため、いずれも正式名は不明。
宇宙黒騎士
主人公。外観は黒いシャア・アズナブル。だが、マスクを取ったその素顔はアムロ・レイである。
黒騎士の相棒
覆面をした姿はキシリア・ザビだが、マスクを取るとセイラ・マスになる。
老人
外見から黒騎士達をサポートする研究者のような存在と思われる。顔はなぜか無敵超人ザンボット3の神北兵左ェ門に酷似している。
少年
黒騎士の仲間と思われる小さな少年で、顔は無敵超人ザンボット3の神江和行に酷似している。
巨人
敵。姿はドズル・ザビだが、顔の色はハルクのように緑色である。黒騎士の相棒の宇宙船の体当たりを食らって爆死した。
女王
敵。おそらく、元ネタのない、唯一のオリジナルキャラ。黒騎士との戦いの後、マグマに落ちて死亡した。